# Micropsectra heptameris
Micropsectra heptameris е насекомо от разред Двукрили (Diptera), семейство Хирономидни (Chironomidae). Този вид е ендемичен в Австрия.